# Коммориенты
Коммориенты (лат. commorientes — умирающие одновременно) — лица, являющиеся наследниками по отношению друг к другу и умершие в один и тот же момент.

## В России
Согласно п. 2 ст.1114 Гражданского кодекса Российской Федерации граждане, умершие в один и тот же день, считаются в целях наследственного правопреемства умершими одновременно и не наследуют друг после друга. При этом к наследованию призываются наследники каждого из них.
22 марта 2016 года Совет Федерации одобрил поправки в ГК РФ, в соответствии с которыми коммориентами, не наследующими друг после друга, будут считаться лица, умершие в один день, лишь при невозможности установить момент их смерти.

## В английском праве
При невозможности определить последовательность смертей нескольких лиц, которые могли бы наследовать друг за другом, существует презумпция, что смерть таких лиц наступает в последовательности их возраста. Иными словами, старший считается умершим прежде, нежели младший.

## Во Франции
По статье 720 Французского гражданского кодекса предположение о том, кто пережил других, устанавливается обстоятельствами дела, а если эти обстоятельства неизвестны, в соответствии с возрастом и полом.
С 1 июля 2002 года в ходе правовой реформы эти положения ФГК были отменены. В законе больше нет норм, содержащих презумпции об установлении порядка смертей. Отныне, действуют положения ст. 725-1 ФГК, согласно которой «когда два лица, один из которых имел право наследовать другому, погибают в результате одного и того же события, последовательность наступления их смерти устанавливается любыми средствами. Если эту последовательность определить невозможно, наследование каждым из них происходит таким образом, что другой к наследству не призывается. Однако если у одного из умерших останутся наследники, они вправе представлять своего наследодателя в наследовании другому, если право представления допускается».